# Фернандополис (микрорегион)

Фернандополис на карте.

Фернандополис (порт. Microrregião de Fernandópolis) — микрорегион в Бразилии, входит в штат Сан-Паулу. Составная часть мезорегиона Сан-Жозе-ду-Риу-Прету. 
Население составляет 	104 623	 человека (на 2010 год). Площадь — 	2 809,983	 км². Плотность населения — 	37,23	 чел./км².

## Демография
Согласно сведениям, собранным в ходе переписи 2010 г. Национальным институтом географии и статистики (IBGE), население микрорегиона составляет:						
| Полное население                             | Полное население                             | Полное население                             | Полное население                             | 104 623 |
| -------------------------------------------- | -------------------------------------------- | -------------------------------------------- | -------------------------------------------- | ------- |
| в том числе:                                 | Городское население                          | 94 496                                       | Процент городского населения, %              | 90,32   |
|                                              | Сельское население                           | 10 127                                       | Процент сельского населения, %               | 9,68    |
|                                              | Мужское население                            | 51 440                                       | Процент мужского населения, %                | 49,17   |
|                                              | Женское население                            | 53 183                                       | Процент женского населения, %                | 50,83   |
| Плотность населения, чел/км²                 | Плотность населения, чел/км²                 | Плотность населения, чел/км²                 | Плотность населения, чел/км²                 | 37,23   |
| Население микрорегиона в % к населению штата | Население микрорегиона в % к населению штата | Население микрорегиона в % к населению штата | Население микрорегиона в % к населению штата | 0,25    |

## Статистика
- Валовой внутренний продукт на 2003 составляет 1 546 285 135,00 реалов (данные: Бразильский институт географии и статистики).
- Валовой внутренний продукт на душу населения на 2003 составляет 15 221,24 реалов (данные: Бразильский институт географии и статистики).
- Индекс развития человеческого потенциала на 2000 составляет 0,811 (данные: Программа развития ООН).

## Состав микрорегиона
В составе микрорегиона включены следующие муниципалитеты:
1. Эстрела-д’Уэсти
2. Фернандополис
3. Гуарани-д’Уэсти
4. Индиапоран
5. Маседония
6. Меридиану
7. Мира-Эстрела
8. Оруэсти
9. Педранополис
10. Сан-Жуан-дас-Дуас-Понтис
11. Турмалина